# Navianos de Alba
Navianos de Alba es una pequeña población situada en la provincia de Zamora, en la comunidad autónoma de Castilla y León, España. Es una localidad con ayuntamiento en Olmillos de Castro, que se encuentra a 5,1 km de distancia. Navianos cuenta en la actualidad con 16 habitantes (INE 2024), hecho que plantea un riesgo real de convertirse en un despoblado si las instituciones públicas no revierten la situación a base de incentivos.
Navianos goza del honor de ser el pueblo de Manuel Blanco Ramos, un importante eclesiástico y científico botánico.

## Geografía
Dista a 37,4 km de la capital zamorana. El acceso principal se halla a través de la N-631, en donde se enlaza con la carretera comarcal de Perilla de Castro.

## Toponimia
Su nombre obedecería a haber sido repoblado con gentes procedentes del concejo asturiano de Navia durante la Edad Media.

## Historia
El origen de Navianos de Alba se suele datar en la Edad Media, cuando quedó integrado en el Reino de León, cuyos monarcas habrían acometido la repoblación de la localidad con gentes procedentes del concejo asturiano de Navia, dentro del proceso repoblador llevado a cabo en la zona. Tras la independencia de Portugal del reino leonés, en 1143, la localidad habría sufrido por su situación geográfica los conflictos entre los reinos leonés y portugués por el control de la frontera.
Por otro lado, durante los siglos XIII y XIV Navianos perteneció a la Orden del Temple, formando parte de la encomienda templaria de Alba una vez que el rey Alfonso IX de León otorgó a esta Orden la comarca, donación que se hizo efectiva en 1220 tras una posible entrega anterior.
En el Catastro de Ensenada de 1752 se afirmaba que pertenecía al Condado de Alba de Liste. En este sentido, durante la Edad Moderna, Navianos estuvo integrado en el partido de Carbajales de Alba de la provincia de Zamora, tal y como reflejaba en 1773 Tomás López en Mapa de la Provincia de Zamora. Así, al reestructurarse las provincias y crearse las actuales en 1833, la localidad se mantuvo en la provincia zamorana, dentro de la Región Leonesa, integrándose en 1834 en el partido judicial de Alcañices, dependencia que se prolongó hasta 1983, cuando fue suprimido el mismo e integrado en el partido judicial de Zamora.
Navianos de Alba fue un municipio independiente en el censo de la matrícula catastral. Entre dicho censo y el de 1857 Navianos se vio obligado a desaparecer para integrarse en el de Olmillos de Castro, convirtiéndose también este último en ayuntamiento de San Martín de Tábara y Marquiz de Alba por su centralidad, pese a que San Martín poseía más habitantes.

## Demografía
| 57 | 52 | 45 | 48 | 46 | 40 | 39 | 37 | 32 | 29 | 30 |

- Los datos de 1842 son los únicos recogidos por el INE de Navianos de Alba como municipio independiente; reseñar que dicha cifra pertenece a la población de derecho, por el contrario de las demás que son población de hecho.
- Sólo se disponen de datos poblacionales concretos desde el año 2000 en la Relación de Unidades Poblacionales de Olmillos de Castro. En años anteriores hay que remitirse solamente a Olmillos de Castro como municipio global.

## Lugares de interés

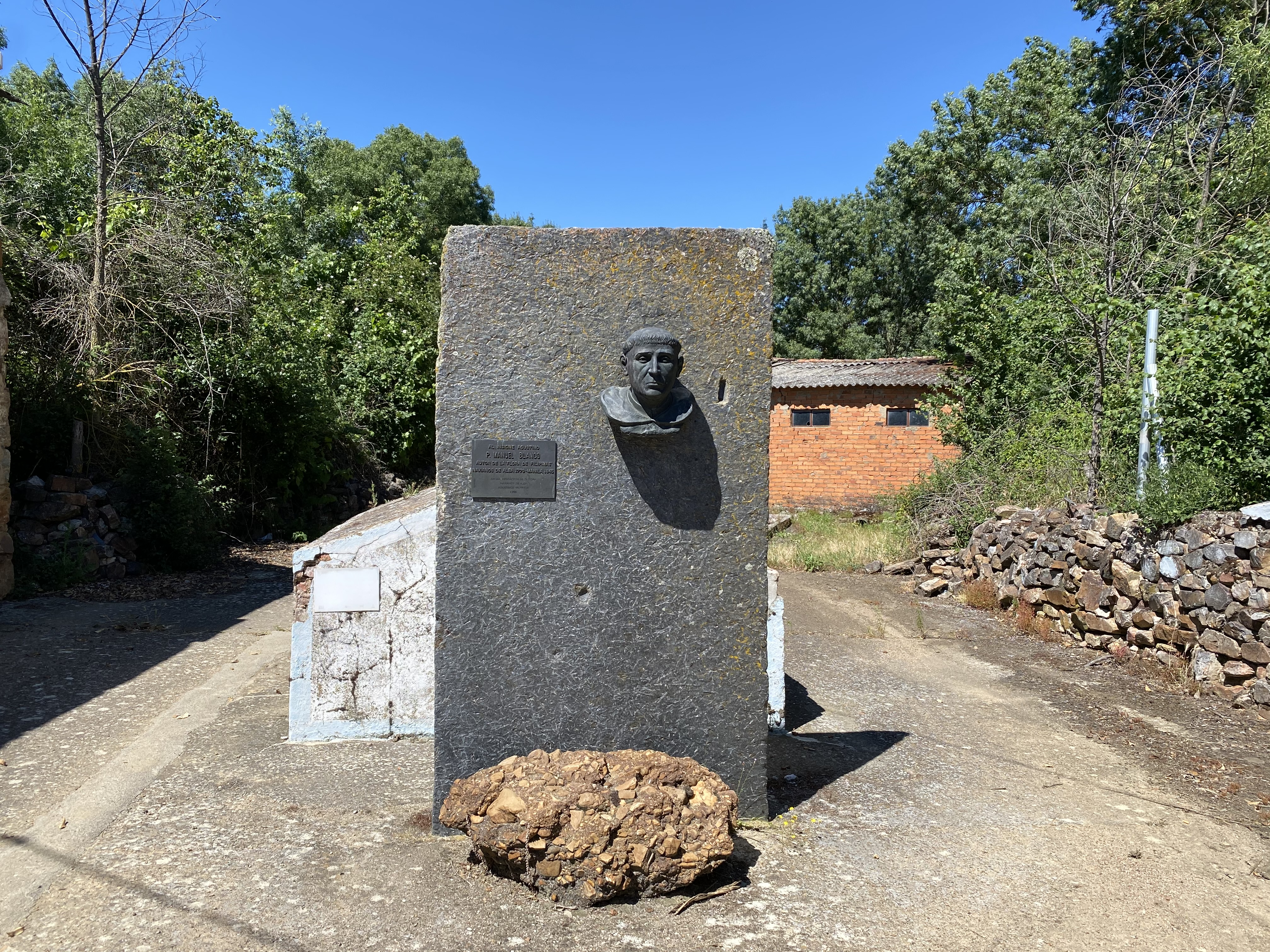
Busto a Manuel Blanco en Navianos de Alba, su pueblo natal.

- Iglesia de culto a la Virgen del Rosario. De reciente y simple construcción en el siglo XX, tras haber sido derruida la iglesia original de la localidad, en su interior destaca un relieve del XVII que representa La Anunciación. El templo presenta un aspecto estético peculiar al estar encalada en un tono cromático amarillo a excepción de las escaleras de acceso.
- Arquitectura rural. Se puede observar en antiguas viviendas de adobe, piedra, pizarra y madera, así como en el Potro de herrar, la antigua fábrica de harinas (activa hasta 1975).
- Estatua en honor a Manuel Blanco Ramos, padre agustino, misionero en Filipinas que nació en Navianos de Alba en 1779 y murió en Manila en 1845, autor de uno de los Tratados de Botánica moderna “La Flora de Filipinas”.

## Manuel Blanco
Navianos goza del honor de ser el pueblo de Manuel Blanco Ramos, un importante eclesiástico y científico botánico. En botánica se le han dedicado dos géneros, la Blancoa  de la familia de las Palmae y Blancoa canescens de la familia Haemodoraceae.
La abreviatura Blanco se emplea para indicar a Manuel Blanco Ramos como autoridad en la descripción y clasificación científica de los vegetales. (Ver listado de especies descritas por este autor en IPNI)

## Economía
Siempre ha sido un pueblo dedicado a la agricultura y ganadería.

## Fiestas
Las fiestas patronales se celebran el primer domingo de octubre en honor de la Virgen del Rosario con un programa que combina actos religiosos –misa y procesión- con bailes populares, folclore y juegos tradicionales. También se festejan Santa Catalina el 30 de abril, en mayo San Gregorio y San Isidro, además de Santa Lucía en diciembre.